# Вардадзор
Вардадзор (арм. Վարդաձոր) — село в Гехаркуникской области Армении.

## География
Село расположено в юго-западной части марза, к юго-западу от озера Севан, к западу от автодороги , на расстоянии 26 километров к юго-юго-востоку от города Гавар, административного центра области. Абсолютная высота — 2000 метров над уровнем моря.
Климат
Климат характеризуется как умеренно холодный, влажный (Dfb в классификации климатов Кёппена). Среднегодовая температура воздуха составляет 5,7 °C. Средняя температура самого холодного месяца (января) составляет −5,5 °С, самого жаркого месяца (августа) — 16,6 °С. Расчётная многолетняя норма атмосферных осадков — 480 мм. Наибольшее количество осадков выпадает в мае (81 мм).

## История
По словам азербайджанского топонимиста Ситары Мирмахмудовой, прежнее тюркское название Адамхан или Атамхан (азерб. Atamxan) является антропонимическим ойконимом и происходит от личного имени Атамхан.
Как отмечает Иван Шопен, в 1831 году селе Атам-хан Гей-чайского магала Эриванской провинции проживало только 169 армян-переселенцев из Турции, и ни одного представителя иной народности.
3 июля 1968 года село Адамхан было переименовано в Вардадзор.

## Население
| Год переписи | Население          | Население          | Население          | Население            | Население            | Население            |
| Год переписи | Наличное население | Наличное население | Наличное население | Постоянное население | Постоянное население | Постоянное население |
| Год переписи | Всего              | Мужчины            | Женщины            | Всего                | Мужчины              | Женщины              |
| ------------ | ------------------ | ------------------ | ------------------ | -------------------- | -------------------- | -------------------- |
| 2001         | 2110               | 983                | 1127               | 2949                 | 1543                 | 1406                 |
| 2011         | 1915               | 857                | 1058               | 2864                 | 1510                 | 1354                 |

| Год  | Численность | Численность |
| ---- | ----------- | ----------- |
| 1831 | 169         | [ 11 ]      |
| 1873 | 622         | [ 12 ]      |
| 1897 | 933         | [ 12 ]      |
| 1926 | 1308        | [ 11 ]      |
| 1939 | 1750        | [ 11 ]      |
| 1959 | 1404        | [ 11 ]      |
| 1970 | 1999        | [ 11 ]      |
| 1979 | 2044        | [ 11 ]      |
| 1989 | 2277        | [ 11 ]      |
| 2001 | 2949        | [ 11 ]      |
| 2011 | 2864        | [ 13 ]      |